# Saturargues
Saturargues – miejscowość i gmina we Francji, w regionie Oksytania, w departamencie Hérault.
Według danych na rok 1990 gminę zamieszkiwało 461 osób, a gęstość zaludnienia wynosiła 77 osób/km² (wśród 1545 gmin Langwedocji-Roussillon Saturargues plasuje się na 534. miejscu pod względem liczby ludności, natomiast pod względem powierzchni na miejscu 967.).